# MAG-7泵動式霰彈槍
MAG-7是一款由南非槍械製造商塔克諾武器公司在1995年研製並且從同年起開始生產的泵动式散彈槍，發射12鉛徑×60毫米霰彈藥筒。

## 歷史和設計

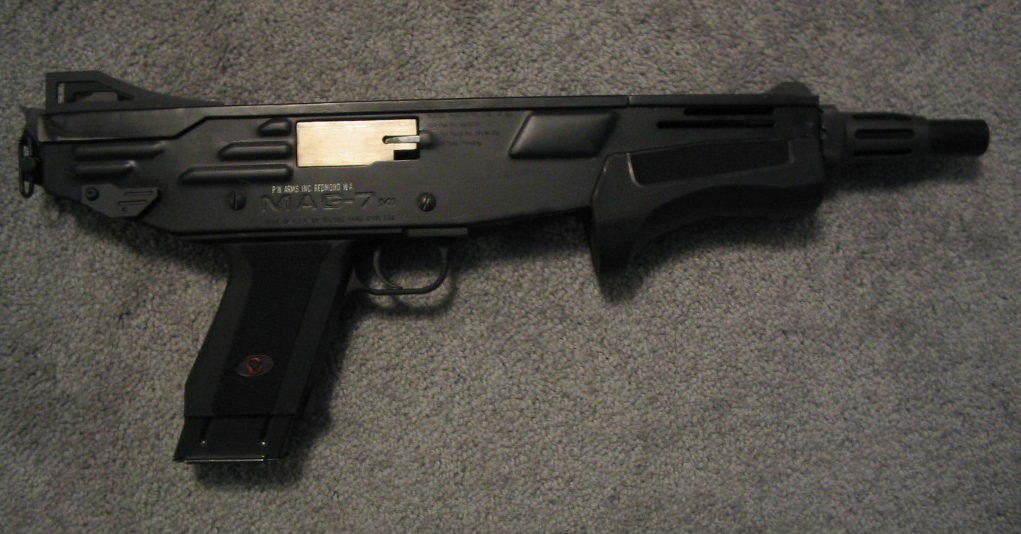
被修改為一把短管霰彈槍的MAG-7 M1，類似原來的設計規格。

MAG-7的研製目的就是作為一把近身距離作戰（CQB）武器，其設計概念混合了緊湊型冲锋枪（包絡式槍機衝鋒槍）和泵动式散彈槍的特徵。設計上採用了5發彈匣，並且把彈匣插入位置改為在手槍握把以內。這一點，隨著研究顯示，標準型12鉛徑霰彈在近距離武器的設計之中已經具有相當的制止力，因此它使用了一種彈殼測量長度為2.36英吋（60毫米）的特殊12鉛徑霰彈。使用這些特殊霰彈藥筒的MAG-7的有效射程為45码（41.148公尺），但它們在90碼（82.296公尺）仍然具有良好的殺傷力。MAG-7還具有一具可拆卸式頂部折疊式金屬板製槍托。
這槍最初有兩個生產型號——原來的MAG-7和合法民用型號，被稱為MAG-7 M1，以遵守全國槍械法（簡稱：NFA）條例的要求，設有一根較長的槍管和固定木製槍托。又根據美國以外眾多槍械法律嚴格的其他許多國家的法規，槍管的長度增加為18英吋（457.2毫米）或更多，總長度則增加為26英吋（660.4毫米）或更多。但是，遵守全國槍械法條例（或相似的）要求而修改的MAG-7 M1型號，卻完全破壞MAG-7原來作為一把非常緊湊而強硬的近身距離作戰和備用武器的概念。

## 服役
雖然MAG-7的設計理念是面向執法機關和軍隊的近身距離作戰場景用途，可是由於其概念卻帶來不小的設計問題，結果導致其需求不足。這樣的一個設計特點問題是其保險桿設於由钢板衝壓製成的機匣左側、手槍握把的上方，必須先壓下這個按鈕才能讓其聚合物製前托滑動。這個保險桿導致沒有左手協助就無法前後推拉其前托，如果使用者戴著手套就更難以按下去。其泵動前托的左側設有的一個方形泵動鎖定按鈕亦因太小而存在著相同的問題。這些主要問題是在出口到美國的早期型號上發現的。然後，生產商將注意力集中在這些問題上，並通過降低保險桿的阻力、保險桿上增加了兩個圓柱形的突起物和加大泵動鎖定按鈕將這些問題解決了。現在，使用者可以在不需要左手按壓以下有效和容易地操作兩個控制桿。另一個困擾的問題是MAG-7的扳機扣力是7.7千克力，對於槍械而言實在太大。後來也根據市場上的反映，生產商把其減輕到與市面上流行的其他霰彈槍相若的3.5千克力。

## 專用彈藥
原來的12鉛徑×60毫米霰彈藥筒很難獲得，然而墨西哥的阿吉拉彈藥公司（英語：Aguila Ammunition Company，簡稱：NFA）生產的“迷你彈殼”可以作為替代，但有可能無法100％正常裝入MAG-7的彈匣內並且正常操作。通常都是3發霰彈可以在一定的可靠性以下正常裝填和發射。標準型12鉛徑霰彈，也可以通過修改，以符合60毫米（2.36英吋）膛室的要求。塔克諾武器公司自身亦有銷售其5號鹿彈、AAA、SSG和防暴用橡膠子彈的12鉛徑×60毫米霰彈藥筒版本。

## 現狀
MAG-7的製造商是塔克諾武器（PTY）有限公司，位於南非豪登省莫德方丹。截至2012年3月主動和營銷三個MAG-7版本：標準型MAG-7、合法民用型MAG-7 M1，以及M7雙用途防暴槍械（英語：Dual Riot），最後者的型號是以標準型MAG-7為藍本，並且在其頂部安裝一個37毫米上擺式槍管型單發式非致命性彈藥防暴槍和使用一個固定式金屬製槍托的組合武器。這點非常讓人聯想到在南非廣為流行、塔克諾武器有限公司目前仍然生產的米爾科姆止動者37/38毫米防暴槍。

## 流行文化

### 電子遊戲
- 2012年—：命名为“MAG-7”，为反恐部隊陣營專用武器。
- 2012年—《战争前线》：为短管折叠枪托型，命名为“MAG-7”，护木泵筒下加装握把，使用5发弹匣供彈。为医疗兵专用武器，可从抽奖箱获得，可以改装枪口配件（通用消音器、霰弹枪消音器、霰弹枪制退器）以及瞄准镜（EOTECH 553全息瞄准镜、绿点全息瞄准镜、红点瞄准镜、Aimpoint Comp M4S瞄准镜、Mojji Zero红点瞄准镜）。拥有黄金版本，无限耐久，强化伤害，射程及载弹，同时对生化僵尸有50%的伤害加成。

### 动画
- 2010年—《OVA》：由法貝拉·伊格萊西亞斯（ファビオラ・イグレシアス，聲優：雪野五月）所使用，會雙持並收藏在袖子裡，奇怪地發射後沒有泵動護木。

## 資料來源
1. ↑  Techno Arms MAG-7 shotgun on Securityarms.com （页面存档备份，存于） Retrieved on 25 March 2009.
2. ↑  Techno-Arms (PTY) Ltd. - Manufacturer's official website （页面存档备份，存于）. Retrieved on 25 March 2009.

## 外部連結
- （英文）—Official site
- （英文）—Modern Firearms—MAG-7 （页面存档备份，存于）
- （简体中文）—槍炮世界—MAG-7霰弹枪 （页面存档备份，存于）